# 謝敦祿
拿督謝敦祿醫生局紳 ，JMN., DPMK., DMK., JP.（Datuk Dr. Cheah Toon Lok，1897年—1980年），马来西亚政治人物，於1959年7月至1961年11月間出任馬來亞華人公會代總會長。

## 簡介
謝敦祿醫生出生於吉打州，原籍福建海澄，為檳城大亨謝德泰局紳（Cheah Tek Thye）8個孩子中的其中一位兒子。早年受英文教育，後到香港大學求學，畢業醫科學系。
1929年，謝敦祿在吉打開設藥房。他也是吉打中華商會創辦人（1953年）及首屆主席直至1965年。謝敦祿在這個時期積極參政，並自1959年開始擔任馬華吉打州聯委會主席長達15年。他亦曾出任聯盟吉打理事會主席，1955至1959年期間出任吉打州行政議員。1959年，他受委為上議員，任期長達17年。
1959年的全國大選，他代表聯盟競選吉打州的亞羅士打市区（Alor Setar Pekan）州議席，以5789多數票贏取該州議席，其他四位競爭者全部敗选和無法領回抵押金。
1959年8月1日，當時62歲的謝敦祿被委任為馬來亞華人公會代總會長来替代突然辭職的馬華第二任總會長林蒼佑。而這項委任是由馬華政治局主席李孝式爵士和馬華雪蘭莪州聯委會主席翁毓麟建議，由馬華中央委員在會議中一致贊同。
謝敦祿致力彌補因林蒼佑事件造成的黨內外裂痕。他首先會見聯盟主席东姑阿都拉曼，化解馬華與聯盟的緊張關係，同時又召開緊急大會，議決馬華繼續留在聯盟參加大選，使危機消弭於無形。雖然遭受這項風波打擊，馬華公會候選人仍獲得選民支持，有廿位候選人於當年的大選中當選為我國獨立以來的首次大選的國會議員，並有四人被委為內閣部長。謝敦祿在萬難之中，領導馬華渡過危機，他任職代總會長為期兩年多。
1961年11月8日。謝敦祿表示他無意競選為馬華總會長。
1961年11月11日馬華中央代表大會黨選，謝敦祿無意尋求連任，敦陳修信在無對手下獲選為總會長。
謝敦祿於1980年12月逝世，享年83歲。